# Johann Sigismund Kusser
Johann Sigismund Kusser (també va utilitzar el cognom escrit amb ortografia francesa Cousser) (Pressburg avui Bratislava, 13 de febrer de 1660 - Dublín, Irlanda, el novembre de 1727), fou un compositor hongarès d'origen alemany.

## Biografia
Fill de Ján Kusser, un cantor protestant a Pressburg (llavors al Regne d'Hongria) i també compositor, director d'orquestra i professor de música. A causa de la persecució religiosa, el 1674 la família es va traslladar a Stuttgart, on el seu pare va ser director musical en una església, la Stiftkirche. Dos anys després ell va anar a passar sis anys a París, on va estudiar amb el compositor de la cort francesa Jean-Baptiste Lully i va aprendre d'ell a compondre a l'estil francès. (A França, el seu cognom és conegut com a «Cousser».) Després va treballar a les corts principesques de Baden-Baden i Ansbach, abans de viatjar per Alemanya l'octubre de 1683.
Home de caràcter aventurer, va passar anys sense establir-se enlloc; va viure sis anys a París estudiant; va ser mestre de capella a Stuttgart, Wolfenbüttel i Hamburg. A Hamburg, de 1683 a 1697 va ser director d'orquestra i hi va compondre la seva primera òpera, que es va estrenar el 1693 en el teatre de Gänsemarkt d'aquella ciutat. Ell mateix també va dirigir aquell teatre d'òpera de 1694 fins a 1696, en què va fundar la seva pròpia companyia i van fer representacions d'òpera pel sud d'Alemanya;  a Kiel, Nuremberg i Augsburg són alguns dels llocs dels quals hi ha constància que van actuar. També va viatjar per Itàlia el 1701, i el 1704 va traslladar-se a Londres on s'hi va estar dos anys i mig. Finalment, a mitjans de 1707 va establir-se a Dublín com a mestre de capella del Trinity College.També va col·laborar en concerts amb músics visitants i amb les sèries de concerts que organitzava Philip Perceval, a més d'impartir classes particulars de música. Després, el 1716, va ser nomenat «compositor en cap» i «mestre de música» de la cort. En aquest últim càrrec, que va mantenir fins a la mort, entre les seves tasques hi havia la composició d'odes d'aniversari anuals per al rei i altres ocasions festives. També va compondre serenates que es van escenificar com a semi-òperes.
Johann Sigismund Kusser va morir a Dublín el 1727. No se n'han conservat moltes composicions i actualment s'interpreten rarament, però va influir en la següent generació de compositors, entre els quals Reinhard Keiser, Johann Mattheson, Georg Philipp Telemann, Christoph Graupner i Georg Friedrich Händel. Per altra banda, sembla que va ser un gran intèrpret i director de música d'altres compositors. En el seu temps va rebre crítiques elogioses a les seves interpretacions d'obres d'altres compositors.

## Selecció d'obres
- Tres col·leccions de suites orquestrals: Apollon enjoué, Festin des muses i La cicala (Nuremberg, 1700)
- Heliconische Musseu-Lust aus der oper Ariaducan (Nuremberg, 1700)
- Odes, Long ave, I fear'd that you, my sable muse, inspirat en la mort de la famosa miss Arabella Hunt (Londres)
- A Serenade to be represented on the Birth-Day of HM George I, at the Castle of Dublin the 23 of May 1724 (Dublín, 1724)

Obres a les quals s'ha d'afegir les òperes que va fer cantar a Hamburg, titulades: Erindo (1693), Porus (1694), Scipion l'Africain (1695) i Jason (1697).